# Zwetotschny
Zwetotschny (russisch Цветочный) ist ein Dorf (possjolok) in Südrussland. Es gehört zur autonomen Republik Adygeja und hat 1405 Einwohner (Stand 2019). Im Ort gibt es 18 Straßen.
Der Ort liegt 6 Straßenkilometer südlich von Tulski. Zwetotschny liegt 6 km südwestlich von Tulski (dem Verwaltungszentrum des Bezirks) auf der Straße. Tulskaja ist der nächstgelegene ländliche Ort.